# 中华柳叶菜
中华柳叶菜（学名：Epilobium sinense）为柳叶菜科柳叶菜属下的一个种。